# Fußball-Club Bayern München 1991-1992
Questa voce raccoglie le informazioni riguardanti il Fußball-Club Bayern München nelle competizioni ufficiali della stagione 1991-1992.

## Stagione
La stagione inizia con Jupp Heynckes alla guida, ma il Bayern viene eliminato nel primo turno della Coppa di Germania dall'Homburg. In seguito i bavaresi sconfiggono il Cork City e avanzano ai sedicesimi di Coppa UEFA, ma nello stesso tempo si trovano nella parte bassa della classifica in quello che è il primo campionato dopo la riunificazione tedesca.
Il 9 ottobre si verifica il primo cambio in panchina; questa viene affidata all'ex giocatore Søren Lerby, che inizia a guidare una squadra che in quel momento occupa la dodicesima posizione in Bundesliga, dove ha raccolto dodici punti ed è appena stata sconfitta in casa per 4-1 dallo Kickers Stoccarda. Poco dopo però i bavaresi subiscono anche l'eliminazione dalla Coppa UEFA; fatale è l'incontro con i danesi del B 1903, che riescono anche a infliggere ai Rossi la sconfitta esterna peggiore nelle competizioni europee, un 6-2 nella gara di andata.
Un nuovo avvicendamento in panchina avviene il 12 marzo successivo, quando Lerby viene sostituito da Erich Ribbeck in seguito ad un'altra sconfitta interna, un 4-0 contro il Kaiserslautern; il Bayern si trova ora in undicesima posizione, con venticinque punti conquistati in ventisette gare, e finisce il campionato al decimo posto, peggior piazzamento dalla stagione 1977-1978.

## Maglie e sponsor
| Casa | Trasferta |  |

## Rosa
| N. |                     | Ruolo | Calciatore          |
| -- | ------------------- | ----- | ------------------- |
|    | Germania (bandiera) | P     | Raimond Aumann      |
|    | Germania (bandiera) | P     | Uwe Gospodarek      |
|    | Germania (bandiera) | P     | Gerald Hillringhaus |
|    | Germania (bandiera) | P     | Sven Scheuer        |
|    | Germania (bandiera) | P     | Toni Schumacher     |
|    | Germania (bandiera) | D     | Markus Babbel       |
|    | Germania (bandiera) | D     | Thomas Berthold     |
|    | Germania (bandiera) | D     | Max Eberl           |
|    | Germania (bandiera) | D     | Roland Grahammer    |
|    | Germania (bandiera) | D     | Ulf Kliche          |
|    | Germania (bandiera) | D     | Oliver Kreuzer      |
|    | Germania (bandiera) | D     | Markus Münch        |
|    | Germania (bandiera) | D     | Hans Pflügler       |
|    | Germania (bandiera) | D     | Alois Reinhardt     |
|    | Germania (bandiera) | C     | Manfred Bender      |

| N. |                        | Ruolo | Calciatore        |
| -- | ---------------------- | ----- | ----------------- |
|    | Brasile (bandiera)     | C     | Bernardo          |
|    | Germania (bandiera)    | C     | Stefan Effenberg  |
|    | Germania (bandiera)    | C     | Kurt Kremm        |
|    | Germania (bandiera)    | C     | Manfred Schwabl   |
|    | Germania (bandiera)    | C     | Michael Sternkopf |
|    | Germania (bandiera)    | C     | Thomas Strunz     |
|    | Germania (bandiera)    | C     | Olaf Thon         |
|    | Paesi Bassi (bandiera) | C     | Jan Wouters       |
|    | Germania (bandiera)    | C     | Christian Ziege   |
|    | Germania (bandiera)    | A     | Bruno Labbadia    |
|    | Danimarca (bandiera)   | A     | Brian Laudrup     |
|    | Brasile (bandiera)     | A     | Mazinho           |
|    | Scozia (bandiera)      | A     | Alan McInally     |
|    | Germania (bandiera)    | A     | Thorsten Ott      |
|    | Germania (bandiera)    | A     | Roland Wohlfarth  |

## Organigramma societario
Area direttiva
- Presidente:  Fritz Scherer

Area tecnica
- Allenatore:  Jupp Heynckes fino al 08/10/91, dal 09/10/91  Søren Lerby fino al 11/03/92, infine dal 12/03/92  Erich Ribbeck
- Allenatore in seconda: Hermann Gerland
- Preparatore dei portieri:
- Preparatori atletici:

## Calciomercato

### Sessione estiva
| Acquisti | Acquisti        | Acquisti                     | Acquisti |
| R.       | Nome            | da                           | Modalità |
| -------- | --------------- | ---------------------------- | -------- |
| C        | Jan Wouters     | Ajax                         |          |
| D        | Alois Reinhardt | Bayer Leverkusen             |          |
| D        | Markus Babbel   | Bayern Monaco (juniores)     |          |
| C        | Bernardo        | San Paolo                    |          |
| D        | Thomas Berthold | Roma                         |          |
| D        | Max Eberl       | Bayern Monaco (juniores)     |          |
| D        | Oliver Kreuzer  | Karlsruhe                    |          |
| A        | Bruno Labbadia  | Kaiserslautern               |          |
| A        | Mazinho         | RB Bragantino                |          |
| A        | Thorsten Ott    | Kickers Offenbach (juniores) |          |
| P        | Toni Schumacher | Fenerbahçe                   |          |

| Cessioni | Cessioni      | Cessioni           | Cessioni |
| R.       | Nome          | a                  | Modalità |
| -------- | ------------- | ------------------ | -------- |
| D        | Rainer Aigner | Fortuna Düsseldorf |          |
| D        | Jürgen Kohler | Juventus           |          |
| C        | Allan Nielsen | Odense             |          |
| D        | Stefan Reuter | Juventus           |          |

### Sessione invernale
| Acquisti | Acquisti | Acquisti | Acquisti |
| R.       | Nome     | da       | Modalità |
| -------- | -------- | -------- | -------- |

| Cessioni | Cessioni | Cessioni | Cessioni |
| R.       | Nome     | a        | Modalità |
| -------- | -------- | -------- | -------- |

## Risultati

### Bundesliga

#### Girone di andata
| Arbitro: | Weber |

|           |           |             |
| Rufer 78’ | Marcatori | 29’ Laudrup |

| Arbitro: | Löwer |

|              |           |                       |
| Wohlfarth 3’ | Marcatori | 21’ Sedláček 67’ Wahl |

| Arbitro: | Osmers |

|  |           |             |
|  | Marcatori | 89’ Mazinho |

| Arbitro: | Malbranc |

|                                              |           |                                   |
| Bender 30’ Effenberg 38’ (rig.) Labbadia 54’ | Marcatori | 52’ Sendscheid 62’ (rig.) Güttler |

| Arbitro: | Führer |

|  |           |                            |
|  | Marcatori | 45’ Labbadia 62’ Wohlfarth |

| Arbitro: | Habermann |

|  |           |                         |
|  | Marcatori | 59’ Bonan 80’ Benatelli |

| Arbitro: | Dellwing |

|            |           |               |
| Banach 63’ | Marcatori | 14’ Effenberg |

| Arbitro: | Krug |

|                      |           |  |
| Effenberg 16’ (rig.) | Marcatori |  |

| Arbitro: | Berg |

|         |           |  |
| Eck 45’ | Marcatori |  |

| Arbitro: | Theobald |

|                              |           |                              |
| Labbadia 34’, 56’ Bender 48’ | Marcatori | 36’, 83’ Andersen 55’ Yeboah |

| Arbitro: | Neuner |

|          |           |               |
| Wück 80’ | Marcatori | 72’ Wohlfarth |

| Arbitro: | Aust |

|               |           |                                       |
| Wohlfarth 72’ | Marcatori | 8’ Kula 24’ Marin 64’ Keim 90’ Moutas |

| Arbitro: | Heynemann |

|  |           |                                                    |
|  | Marcatori | 25’ Rummenigge 47’ Povlsen 87’ (aut.) Hillringhaus |

| Arbitro: | Prengel |

|                                  |           |                                   |
| Gaudino 4’ Walter 9’ Dubajić 72’ | Marcatori | 23’ Berthold 79’ (rig.) Effenberg |

| Arbitro: | Merk |

|                                |           |  |
| Mazinho 34’, 80’ Effenberg 56’ | Marcatori |  |

| Bochum 1º novembre 1991, ore 20:00 CET 16ª giornata | Wattenscheid 09 | 0 – 0 referto | Bayern Monaco | Ruhrstadion (39 000 spett.)\| Arbitro: \| Strampe \| |
| Arbitro:                                            | Strampe         |               |               |                                                      |

| Arbitro: | Boos |

|                   |           |                    |
| Labbadia 32’, 37’ | Marcatori | 61’ Happe 70’ Kree |

| Arbitro: | Kasper |

|             |           |               |
| Nijhuis 30’ | Marcatori | 84’ Wohlfarth |

| Arbitro: | Strigel |

|              |           |  |
| Effenberg 8’ | Marcatori |  |

#### Girone di ritorno
| Arbitro: | Steinborn |

|                                  |           |                                        |
| Mazinho 53’, 89’ Reck 67’ (aut.) | Marcatori | 7’ Rufer 32’ Bode 52’ Kohn 85’ Borowka |

| Arbitro: | Habermann |

|                |           |               |
| Spies 72’, 77’ | Marcatori | 62’ Reinhardt |

| Arbitro: | Harder |

|                                              |           |              |
| Mazinho 74’ Wouters 76’ Wohlfarth 83’ (rig.) | Marcatori | 32’ Spanring |

| Arbitro: | Dellwing |

|                |           |               |
| Mihajlović 88’ | Marcatori | 56’ Wohlfarth |

| Arbitro: | Wiesel |

|               |           |                       |
| Wohlfarth 62’ | Marcatori | 40’ Scholz 83’ Zander |

| Arbitro: | Theobald |

|  |           |                                       |
|  | Marcatori | 8’, 33’, 49’ Wohlfarth 19’, 55’ Ziege |

| Monaco di Baviera 29 febbraio 1992, ore 15:30 CET 26ª giornata | Bayern Monaco | 0 – 0 referto | Colonia | Stadio Olimpico (32 000 spett.)\| Arbitro: \| Berg \| |
| Arbitro:                                                       | Berg          |               |         |                                                       |

| Arbitro: | Gläser |

|                                             |           |  |
| Witeczek 10’ Hotić 67’ Lelle 70’ Kadlec 82’ | Marcatori |  |

| Arbitro: | Föckler |

|                        |           |  |
| Wohlfarth 88’ Thon 90’ | Marcatori |  |

| Arbitro: | Krug |

|                                |           |                       |
| Yeboah 25’ Möller 48’ Roth 63’ | Marcatori | 38’ Labbadia 69’ Thon |

| Arbitro: | Assenmacher |

|            |           |                                 |
| Mazinho 2’ | Marcatori | 18’ Wück 42’ (rig.), 89’ Zárate |

| Arbitro: | Osmers |

|                    |           |                                                      |
| Moutas 8’ Kula 53’ | Marcatori | 21’ Wohlfarth 39’ Mazinho 55’ Labbadia 80’ Sternkopf |

| Arbitro: | Steinborn |

|                                         |           |  |
| Rummenigge 19’ Franck 59’ Chapuisat 81’ | Marcatori |  |

| Arbitro: | Führer |

|               |           |  |
| Effenberg 44’ | Marcatori |  |

| Arbitro: | Mierswa |

|                   |           |             |
| Criens 60’ (rig.) | Marcatori | 56’ Laudrup |

| Arbitro: | Neuner |

|                                                          |           |                   |
| Wohlfarth 9’ Effenberg 29’, 49’ (rig.) Labbadia 35’, 51’ | Marcatori | 16’ Fink 90’ Bach |

| Arbitro: | Ziller |

|                           |           |               |
| von Ahlen 7’ Feinbier 59’ | Marcatori | 79’ Wohlfarth |

| Arbitro: | Fröhlich |

|                                              |           |                     |
| Kreuzer 19’ Wohlfarth 50’, 75’ Effenberg 65’ | Marcatori | 16’, 29’ Struckmann |

| Arbitro: | Prengel |

|                                |           |  |
| Šmarov 57’ Reich 69’ Krieg 74’ | Marcatori |  |

### Coppa di Germania
| Arbitro: | Gläser |

|                  |           |                                                 |
| Mazinho 27’, 78’ | Marcatori | 64’ Cardoso 77’ Baranowski 95’ Kimmel 99’ Gries |

### Coppa UEFA
| Arbitro: | Harrel |

|           |           |               |
| Barry 27’ | Marcatori | 43’ Effenberg |

| Arbitro: | Zakestidis |

|                               |           |  |
| Labbadia 75’ Ziege 89’ (rig.) | Marcatori |  |

| Arbitro: | McCluskey |

|                                                                       |           |                       |
| Manniche 37’, 64’ Nielsen 57’ (rig.) Wegner 61’ Kaus 77’ Uldbjerg 88’ | Marcatori | 32’ Mazinho 90’ Münch |

| Arbitro: | Velázquez |

|             |           |  |
| Mazinho 89’ | Marcatori |  |

## Statistiche

### Statistiche di squadra
| Competizione      | Punti | In casa | In casa | In casa | In casa | In casa | In casa | In trasferta | In trasferta | In trasferta | In trasferta | In trasferta | In trasferta | Totale | Totale | Totale | Totale | Totale | Totale | DR |
| Competizione      | Punti | G       | V       | N       | P       | Gf      | Gs      | G            | V            | N            | P            | Gf           | Gs           | G      | V      | N      | P      | Gf     | Gs     | DR |
| ----------------- | ----- | ------- | ------- | ------- | ------- | ------- | ------- | ------------ | ------------ | ------------ | ------------ | ------------ | ------------ | ------ | ------ | ------ | ------ | ------ | ------ | -- |
| Bundesliga        | 36    | 19      | 9       | 3       | 7       | 35      | 32      | 19           | 4            | 7            | 8            | 24           | 29           | 38     | 13     | 10     | 15     | 59     | 61     | -2 |
| Coppa di Germania | -     | 1       | 0       | 0       | 1       | 2       | 4       | 0            | 0            | 0            | 0            | 0            | 0            | 1      | 0      | 0      | 1      | 2      | 4      | -2 |
| Coppa UEFA        | -     | 2       | 2       | 0       | 0       | 3       | 0       | 2            | 0            | 1            | 1            | 3            | 7            | 4      | 2      | 1      | 1      | 6      | 7      | -1 |
| Totale            | 36    | 22      | 11      | 3       | 8       | 40      | 36      | 21           | 4            | 8            | 9            | 27           | 36           | 43     | 15     | 11     | 17     | 67     | 72     | -5 |

### Andamento in campionato
| Giornata  | 1  | 2  | 3 | 4 | 5 | 6 | 7 | 8 | 9 | 10 | 11 | 12 | 13 | 14 | 15 | 16 | 17 | 18 | 19 | 20 | 21 | 22 | 23 | 24 | 25 | 26 | 27 | 28 | 29 | 30 | 31 | 32 | 33 | 34 | 35 | 36 | 37 | 38 |
| --------- | -- | -- | - | - | - | - | - | - | - | -- | -- | -- | -- | -- | -- | -- | -- | -- | -- | -- | -- | -- | -- | -- | -- | -- | -- | -- | -- | -- | -- | -- | -- | -- | -- | -- | -- | -- |
| Luogo     | T  | C  | T | C | T | C | T | C | T | C  | T  | C  | C  | T  | C  | T  | C  | T  | C  | C  | T  | C  | T  | C  | T  | C  | T  | C  | T  | C  | T  | T  | C  | T  | C  | T  | C  | T  |
| Risultato | N  | P  | V | V | V | P | N | V | P | N  | N  | P  | P  | P  | V  | N  | N  | N  | V  | P  | P  | V  | N  | P  | V  | N  | P  | V  | P  | P  | V  | P  | V  | N  | V  | P  | V  | P  |
| Posizione | 11 | 14 | 9 | 7 | 4 | 7 | 9 | 6 | 8 | 8  | 8  | 12 | 13 | 14 | 13 | 14 | 13 | 13 | 11 | 12 | 14 | 11 | 11 | 11 | 10 | 10 | 11 | 9  | 11 | 13 | 11 | 12 | 10 | 10 | 10 | 10 | 10 | 10 |

Legenda:

Luogo: C = Casa; T = Trasferta. Risultato: V = Vittoria; N = Pareggio; P = Sconfitta.

### Statistiche dei giocatori
| Giocatore       | Bundesliga | Bundesliga | Bundesliga  | Bundesliga | Coppa di Germania | Coppa di Germania | Coppa di Germania | Coppa di Germania | Coppa UEFA | Coppa UEFA | Coppa UEFA  | Coppa UEFA | Totale   | Totale | Totale      | Totale     |
| Giocatore       | Presenze   | Reti       | Ammonizioni | Espulsioni | Presenze          | Reti              | Ammonizioni       | Espulsioni        | Presenze   | Reti       | Ammonizioni | Espulsioni | Presenze | Reti   | Ammonizioni | Espulsioni |
| --------------- | ---------- | ---------- | ----------- | ---------- | ----------------- | ----------------- | ----------------- | ----------------- | ---------- | ---------- | ----------- | ---------- | -------- | ------ | ----------- | ---------- |
| R. Aumann       | 13         | 0          | 1           | 1          | 0                 | 0                 | 0                 | 0                 | 0          | 0          | 0           | 0          | 13       | 0      | 1           | 1          |
| M. Babbel       | 12         | 0          | 1           | 0          | 1                 | 0                 | 0                 | 0                 | 1          | 0          | 0           | 0          | 14       | 0      | 1           | 0          |
| M. Bender       | 24         | 2          | 1           | 0          | 1                 | 0                 | 0                 | 0                 | 4          | 0          | 0           | 0          | 29       | 2      | 1           | 0          |
| B. Bernardo     | 4          | 0          | 1           | 0          | 0                 | 0                 | 0                 | 0                 | 1          | 0          | 0           | 0          | 5        | 0      | 1           | 0          |
| T. Berthold     | 30         | 1          | 4           | 1          | 1                 | 0                 | 0                 | 0                 | 4          | 0          | 0           | 0          | 35       | 1      | 4           | 1          |
| M. Eberl        | 1          | 0          | 0           | 0          | 0                 | 0                 | 0                 | 0                 | 0          | 0          | 0           | 0          | 1        | 0      | 0           | 0          |
| S. Effenberg    | 33         | 10         | 10          | 1          | 1                 | 0                 | 1                 | 0                 | 4          | 1          | 1           | 0          | 38       | 11     | 12          | 1          |
| U. Gospodarek   | 1          | 0          | 0           | 0          | 0                 | 0                 | 0                 | 0                 | 0          | 0          | 0           | 0          | 1        | 0      | 0           | 0          |
| R. Grahammer    | 20         | 0          | 5           | 1          | 1                 | 0                 | 0                 | 0                 | 3          | 0          | 1           | 0          | 24       | 0      | 6           | 1          |
| G. Hillringhaus | 17         | 0          | 0           | 0          | 1                 | 0                 | 0                 | 0                 | 4          | 0          | 0           | 0          | 22       | 0      | 0           | 0          |
| U. Kliche       | 0          | 0          | 0           | 0          | 0                 | 0                 | 0                 | 0                 | 0          | 0          | 0           | 0          | 0        | 0      | 0           | 0          |
| K. Kremm        | 2          | 0          | 0           | 0          | 0                 | 0                 | 0                 | 0                 | 0          | 0          | 0           | 0          | 2        | 0      | 0           | 0          |
| O. Kreuzer      | 36         | 1          | 10          | 2          | 1                 | 0                 | 0                 | 0                 | 4          | 0          | 0           | 0          | 41       | 1      | 10          | 2          |
| B. Labbadia     | 30         | 10         | 6           | 0          | 1                 | 0                 | 0                 | 0                 | 4          | 1          | 0           | 0          | 35       | 11     | 6           | 0          |
| B. Laudrup      | 20         | 2          | 1           | 0          | 1                 | 0                 | 0                 | 0                 | 0          | 0          | 0           | 0          | 21       | 2      | 1           | 0          |
| A. McInally     | 2          | 0          | 0           | 0          | 0                 | 0                 | 0                 | 0                 | 0          | 0          | 0           | 0          | 2        | 0      | 0           | 0          |
| M. Münch        | 15         | 0          | 2           | 0          | 0                 | 0                 | 0                 | 0                 | 1          | 1          | 0           | 0          | 16       | 1      | 2           | 0          |
| M. Mazinho      | 28         | 8          | 1           | 0          | 1                 | 2                 | 0                 | 0                 | 4          | 2          | 0           | 0          | 33       | 12     | 1           | 0          |
| T. Ott          | 1          | 0          | 0           | 0          | 0                 | 0                 | 0                 | 0                 | 0          | 0          | 0           | 0          | 1        | 0      | 0           | 0          |
| H. Pflügler     | 14         | 0          | 3           | 0          | 1                 | 0                 | 0                 | 0                 | 2          | 0          | 0           | 0          | 17       | 0      | 3           | 0          |
| A. Reinhardt    | 5          | 1          | 1           | 0          | 0                 | 0                 | 0                 | 0                 | 0          | 0          | 0           | 0          | 5        | 1      | 1           | 0          |
| S. Scheuer      | 0          | 0          | 0           | 0          | 0                 | 0                 | 0                 | 0                 | 0          | 0          | 0           | 0          | 0        | 0      | 0           | 0          |
| T. Schumacher   | 8          | 0          | 0           | 0          | 0                 | 0                 | 0                 | 0                 | 0          | 0          | 0           | 0          | 8        | 0      | 0           | 0          |
| M. Schwabl      | 29         | 0          | 4           | 0          | 0                 | 0                 | 0                 | 0                 | 3          | 0          | 0           | 0          | 32       | 0      | 4           | 0          |
| M. Sternkopf    | 26         | 1          | 3           | 0          | 0                 | 0                 | 0                 | 0                 | 3          | 0          | 1           | 0          | 29       | 1      | 4           | 0          |
| T. Strunz       | 13         | 0          | 4           | 0          | 1                 | 0                 | 0                 | 0                 | 1          | 0          | 0           | 0          | 15       | 0      | 4           | 0          |
| O. Thon         | 24         | 2          | 6           | 0          | 0                 | 0                 | 0                 | 0                 | 2          | 0          | 0           | 0          | 26       | 2      | 6           | 0          |
| R. Wohlfarth    | 29         | 17         | 3           | 0          | 1                 | 0                 | 0                 | 0                 | 3          | 0          | 0           | 0          | 33       | 17     | 3           | 0          |
| J. Wouters      | 17         | 1          | 4           | 0          | 0                 | 0                 | 0                 | 0                 | 0          | 0          | 0           | 0          | 17       | 1      | 4           | 0          |
| C. Ziege        | 26         | 2          | 3           | 0          | 0                 | 0                 | 0                 | 0                 | 3          | 1          | 0           | 0          | 29       | 3      | 3           | 0          |